# Torneo di pallacanestro maschile NCAA Division I 1944
Il Torneo di pallacanestro maschile NCAA Division I 1944 si disputò dal 24 marzo al 28 marzo 1944. Si trattò della sesta edizione del torneo.
Vinsero il titolo gli Utah Utes. Arnie Ferrin venne eletto Most Outstanding Player.

## Risultati
|  | Quarti di finale | Quarti di finale    | Quarti di finale    |           |                    | Semifinali | Semifinali | Semifinali |  |  | Finale nazionale | Finale nazionale   | Finale nazionale |
|  |                  |                     |                     |           |                    |            |            |            |  |  |                  |                    |                  |
|  |                  | Dartmouth B. Green  | 63                  |           |                    |            |            |            |  |  |                  |                    |                  |
|  |                  | Catholic Cardinals  | 38                  |           |                    |            |            |            |  |  |                  |                    |                  |
|  |                  | Catholic Cardinals  | 38                  |           | Dartmouth B. Green | 60         |            |            |  |  |                  |                    |                  |
|  |                  |                     |                     |           | Dartmouth B. Green | 60         |            |            |  |  |                  |                    |                  |
|  |                  |                     | Ohio State Buckeyes | 53        |                    |            |            |            |  |  |                  |                    |                  |
|  |                  | Temple Owls         | Ohio State Buckeyes | 53        | 47                 |            |            |            |  |  |                  |                    |                  |
|  |                  | Temple Owls         |                     |           | 47                 |            |            |            |  |  |                  |                    |                  |
|  |                  | Ohio State Buckeyes | 57                  |           |                    |            |            |            |  |  |                  |                    |                  |
|  |                  |                     |                     |           |                    |            |            |            |  |  |                  | Dartmouth B. Green | 40               |
|  |                  |                     |                     | Utah Utes | 42                 |            |            |            |  |  |                  |                    |                  |
|  |                  | Utah Utes           | 45                  |           |                    |            |            |            |  |  |                  |                    |                  |
|  |                  | Missouri Tigers     | 35                  |           |                    |            |            |            |  |  |                  |                    |                  |
|  |                  | Missouri Tigers     | 35                  |           | Utah Utes          | 40         |            |            |  |  |                  |                    |                  |
|  |                  |                     |                     |           | Utah Utes          | 40         |            |            |  |  |                  |                    |                  |
|  |                  |                     | Iowa St. Cyclones   | 31        |                    |            |            |            |  |  |                  |                    |                  |
|  |                  | Pepperdine Waves    | Iowa St. Cyclones   | 31        | 39                 |            |            |            |  |  |                  |                    |                  |
|  |                  | Pepperdine Waves    |                     |           | 39                 |            |            |            |  |  |                  |                    |                  |
|  |                  | Iowa St. Cyclones   | 44                  |           |                    |            |            |            |  |  |                  |                    |                  |

### Finale nazionale
| Arbitri: | Paul Menton James Osborne |

|                |            |             |
| Ferrin 22      | Punti      | 11 Brindley |
| Vadal Peterson | Allenatori | Earl Brown  |

| Campione NCAA 1944  |
| ------------------- |
| Utah Utes 1º titolo |

## Formazione vincitrice
|    | Naz.                   | Ruolo | Sportivo       |  |  |  |  |
| -- | ---------------------- | ----- | -------------- |  |  |  |  |
| 20 | Stati Uniti (bandiera) |       | Fred Lewis     |  |  |  |  |
| 21 | Stati Uniti (bandiera) |       | Wat Misaka     |  |  |  |  |
| 22 | Stati Uniti (bandiera) |       | Arnie Ferrin   |  |  |  |  |
| 25 | Stati Uniti (bandiera) |       | Dick Smuin     |  |  |  |  |
| 28 | Stati Uniti (bandiera) |       | Herb Wilkinson |  |  |  |  |
| 29 | Stati Uniti (bandiera) |       | Fred Sheffield |  |  |  |  |
| 30 | Stati Uniti (bandiera) |       | Jim Nance      |  |  |  |  |
| 31 | Stati Uniti (bandiera) |       | Bob Lewis      |  |  |  |  |
|    | Stati Uniti (bandiera) |       | Bill Kastellic |  |  |  |  |
|    | Stati Uniti (bandiera) |       | Ray Kingston   |  |  |  |  |
|    | Stati Uniti (bandiera) |       | Mas Tatsuno    |  |  |  |  |

- Allenatore:  Vadal Peterson
- Vice-allenatore: Pete Couch